# Lonnie Bradley
Pour les articles homonymes, voir Bradley.
Lonnie Bradley est un boxeur américain né le 16 septembre 1968 à Charleston, Caroline du Sud.

## Carrière professionnelle
Vainqueur des Golden Gloves en 1992 dans la catégorie super-welters, il passe professionnel la même année et remporte le titre vacant de champion du monde des poids moyens WBO le 19 mai 1995 en battant par arrêt de l'arbitre à la 12e reprise David Mendez. Bradley conserve 6 fois cette ceinture avant de la laisser vacante en 1997. Il met un terme à sa carrière après sa seule défaite en 2003 sur un bilan de 29 victoires, 1 défaite et 1 match nul.